# Szabad-e a szerelem
A Szabad-e a szerelem a magyar Gypo Circus zenekar 2012-ben megjelent középlemeze.

## Az album dalai
1. Polgármester
2. Meg se szárad
3. Drága kenyér
4. Útban vagyok
5. Emlékek
6. Vadvirág